# 400 năm lịch sử người Đài Loan
400 năm lịch sử người Đài Loan: Nguồn gốc và sự phát triển liên tục của con người và xã hội Đài Loan (tiếng Trung: 台灣人四百年史; bính âm: Táiwān Rén Sìbǎi Nián Shǐ; Bạch thoại tự: Tâi-oân-lâng Sì-bak Liân Sú; Hán-Việt: Đài Loan nhân Tứ bách niên sử; tiếng Anh: Taiwan's 400 Year History: The Origins and Continuing Development of the Taiwanese Society and People) là một cuốn sách viết về lịch sử đời thường của người dân Đài Loan, tác giả Sử Minh - một trong những nhân vật tiên phong đi đầu trong Phong trào độc lập Đài Loan.
Sử Minh viết trong lời tựa của ấn bản tiếng Nhật rằng ông chọn đặt tựa sách là "người Đài Loan" nhằm đối chọi với chính khái niệm "Đài Loan" bởi lịch sử truyền miệng mà ông tiếp thu có quá nhiều khác biệt đối với nền văn học hiện hành được viết từ "góc nhìn của kẻ thực dân".

## Các phiên bản
- Sử Minh (1962).  台湾人四百年史: 秘められた植民地解放の一断面 (bằng tiếng Nhật). NXB Otowa Shobō. OCLC 32349883.
- Sử Minh (1980).  台灣人四百年史 [400 năm lịch sử người Đài Loan] (bằng tiếng Trung). Paradise Culture Associates. OCLC 28977870.
- Sử Minh (1986). Taiwan's 400 Year History: The Origins and Continuing Development of the Taiwanese Society and People [400 năm lịch sử người Đài Loan: Nguồn gốc và sự phát triển liên tục của con người và xã hội Đài Loan]. Taiwanese Cultural Grassroots Association. ISBN 9780939367009.